# Amar Sabri
Pas d'image ? Cliquez ici

a Compétitions nationales et continentales officielles uniquement.

Amar Sabri, né le 16 janvier 1988, est un joueur français de rugby à XIII évoluant au poste de troisième ligne ou de demi d'ouverture. Formé à la MJC de Carcassonne,  il passe une année à Lézignan puis intègre en 2007 l'équipe de Carcassonne avec lequel il devient champion de France en 2012 et vainqueur de quatre Coupes de France en 2009, 2012, 2017 et 2019.

## Biographie
Son frère Mohamed Sabri a été joueur de rugby à XV à Montréal et son frère Salim Abri un joueur de rugby à XIII à Limoux. Son père, Kader, est vigneron.

## Palmarès

### Collectif
- Vainqueur du Championnat de France : 2012 (Carcassonne).
- Vainqueur de la Coupe de France : 2009, 2012, 2017 et 2019 (Carcassonne).
- Finaliste du Championnat de France : 2007 (Lézignan), 2015, 2016 et 2019 (Carcassonne).
- Finaliste de la Coupe de France : 2014 (Carcassonne).

### En club
| Saison    | Club        | Compétition           | Matchs | Points | Essais | Goals | Drops |
| --------- | ----------- | --------------------- | ------ | ------ | ------ | ----- | ----- |
| 2007-2008 | Carcassonne | Championnat de France | 20     | 26     | 6      | 2     | -     |
| 2008-2009 | Carcassonne | Championnat de France | 18     | 24     | 6      | -     | -     |
| 2009-2010 | Carcassonne | Championnat de France | 15     | 21     | 5      | -     | 1     |
| 2010-2011 | Carcassonne | Championnat de France | 15     | 20     | 5      | -     | -     |
| 2011-2012 | Carcassonne | Championnat de France | 19     | 4      | 1      | -     | -     |
| 2012-2013 | Carcassonne | Championnat de France | 18     | 8      | 2      | -     | -     |
| 2013-2014 | Carcassonne | Championnat de France | 12     | 1      | -      | -     | 1     |
| 2014-2015 | Carcassonne | Championnat de France | 19     | 4      | 1      | -     | -     |
| 2015-2016 | Carcassonne | Championnat de France | 6      | -      | -      | -     | -     |
| 2016-2017 | Carcassonne | Championnat de France | 14     | 4      | 1      | -     | -     |
| 2017-2018 | Carcassonne | Championnat de France | 13     | -      | -      | -     | -     |
| 2018-2019 | Carcassonne | Championnat de France | 14     | 4      | 1      | -     | -     |
| 2019-2020 | Carcassonne | Championnat de France | 1      | -      | -      | -     | -     |
| 2020-2021 | Carcassonne | Championnat de France | 2      | -      | -      | -     | -     |